# Göran Larsson
Göran Larsson (* 24. Mai 1932 in Uppsala; † 27. Februar 1989 in Haninge) war ein schwedischer Freistil- und Rückenschwimmer.
1950 war er Europameister in 100-m-Rückenschwimmen und Silbermedaillen-Gewinner in 100-m-Freistil. Die schwedische Staffel in 4 × 200-m-Freistil gewann die Goldmedaille.
1952 beendete er den olympischen Wettbewerb im Freistilschwimmen über 100 m mit dem Gewinn der Bronzemedaille.